# Chrysocale regalis
Chrysocale regalis är en fjärilsart som beskrevs av Jean Baptiste Boisduval 1836. Chrysocale regalis ingår i släktet Chrysocale och familjen björnspinnare. Inga underarter finns listade i Catalogue of Life.